# 1570-е годы
1570-е (ты́сяча пятьсо́т семидеся́тые) го́ды по юлианскому календарю — промежуток времени с 1 января 1570 года по 31 декабря 1579 года, включающий 1570 год 7-го десятилетия   и с 1571 по 1579 годы    8-го десятилетия XVI века 2-го тысячелетия.  Они закончились 446 лет назад.

## Важнейшие события
- Иван Грозный с опричниками совершает поход против Новгорода (1570). Крымский поход на Москву (1571). Битва при Молодях (1572; Русско-крымские войны).
- Турецко-венецианская война (1570—1573). Священная лига одерживает верх над Османской империей в битве при Лепанто (1571).
- «Варфоломеевская ночь» (1572), массовые убийства гугенотов в Париже, Орлеане, Труа, Руане, Тулузе, Бордо. Религиозные войны во Франции (1572—1573; 1574—1576; 1576—1577; 1579—1580).
- «Испанская ярость» в Антверпене (1576) в ходе нидерландской буржуазной революции (1568—1648).
- «Битва трёх королей» (1578) В Марокко, приведшая к утрате независимости Португалии.
- Утрехтская уния основана в Нидерландах (1579).
- Английская «Восточная компания» основана в борьбе с Ганзейским союзом за лидерство в торговле (1579). Кругосветное путешествие Фрэнсиса Дрейка (1577—1580).

## Культура
- Таллис, Томас (1505—1585), композитор . «Spem in alium[англ.]» (ок.1570).
- Дуэль миньонов (1578).

## Политические деятели
- Вильгельм I Оранский, статхаудер Голландии и Зеландии (1579—1584) .

## Родились

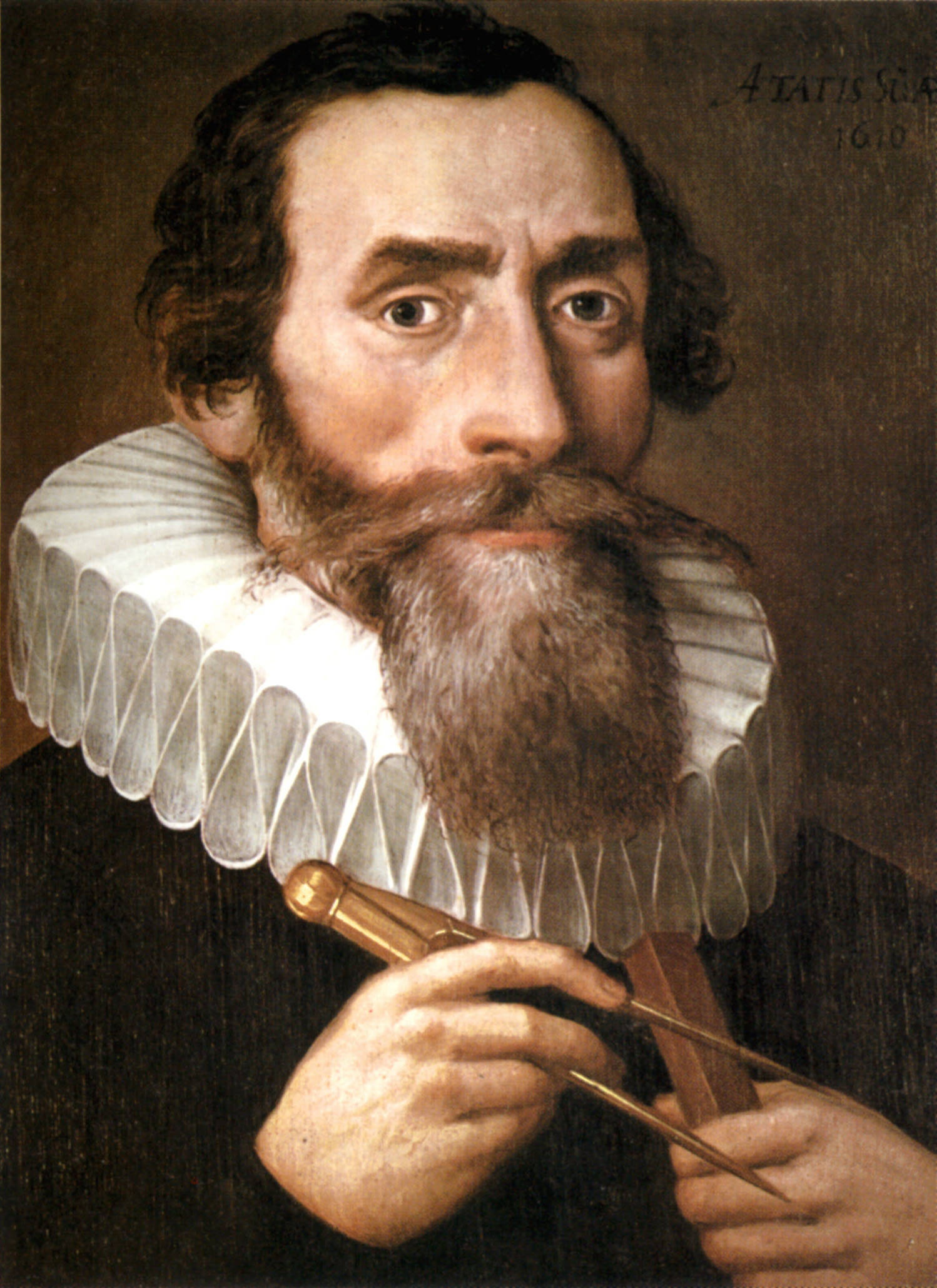
Изображение Иоганна Кеплера.

- Аббас I Великий — шах Ирана с 1587 по 1629 год из династии Сефевидов. Крупный военачальник.
- Уильям Гарвей — английский медик, основоположник физиологии и эмбриологии.
- Гудзон, Генри — английский мореплаватель.
- Иннокентий X — папа римский с 15 сентября 1644 по 7 января 1655.
- Караваджо — итальянский художник, реформатор европейской живописи XVII века, один из крупнейших мастеров барокко. Один из первых применил манеру письма «кьяроскуро» — резкое противопоставление света и тени.
- Кеплер, Иоганн — немецкий математик, астроном, оптик и астролог, первооткрыватель законов движения планет.
- Мария Медичи — королева Франции, дочь великого герцога Франческо I Тосканского и Иоанны Австрийской.
- Рубенс, Питер Пауль — фламандский) живописец, эпохи барокко.
- Фердинанд II — император Священной Римской империи с 1619 по 1637 год, король Чехии, король Венгрии.
- Филипп III — король Испании, король Португалии и Альгарвы (как Филипп II) с 1598 по 1621 год.

## Скончались

Изображение Тициана.

- Бронзино, Аньоло — итальянский живописец, выдающийся представитель маньеризма.
- Вазари, Джорджо — итальянский живописец, архитектор и писатель. Автор знаменитых «Жизнеописаний», основоположник современного искусствознания.
- Кардано, Джероламо — итальянский математик XVI века, инженер, философ, медик и астролог. В его честь названы формулы решения кубического уравнения и карданный вал.
- Карл IX — предпоследний король Франции из династии Валуа, с 5 декабря 1560 года. Сын короля Генриха II и Екатерины Медичи.
- Максимилиан II — император Священной Римской империи с 1564 по 1567 год.
- Нокс, Джон — крупнейший шотландский религиозный реформатор XVI века, заложивший основы пресвитерианской церкви.
- Пий V — папа римский с 7 января 1566 по 1 мая 1572.
- Селим II — одиннадцатый султан Османской империи, правил в 1566—1574. Сын султана Сулеймана І «Великолепного» и Роксоланы.
- Тициан — итальянский живописец эпохи Возрождения.
- Челлини, Бенвенуто — выдающийся итальянский скульптор, ювелир, живописец, воин и музыкант эпохи Ренессанса.